# Ultime notizie dalla famiglia
(Christian Mounier)
Ultime notizie dalla famiglia è un romanzo del ciclo di Malaussène, scritto da Daniel Pennac. Questo titolo accorpa nell'edizione italiana due libri, Signor Malaussène a teatro (Monsieur Malaussène au théâtre, 1995) e Cristiani e Mori (Des Chrétiens et des maures, 1996).

## Capitoli

### Signor Malaussène a teatro
1. Annunciazione
2. Presentazione
3. Desolazione
4. Risurrezione
5. Apparizione

### Cristiani e Mori
1. Bartlebismo
2. Il dono del cielo
3. La memoria della tenia
4. Parole di specialista
5. Risurrezione
6. Ricordatevi di Isaac

## Trama

### Signor Malaussène a teatro
Un esilarante monologo sulla paternità. 
Malaussène si rivolge al proprio figlio rievocandone le circostanze della nascita: Julie ha dovuto abortire ma il loro figlio riesce a nascere comunque dalla pancia di Gervaise. Difatti il medico ha impiantato l'embrione appena tolto dall'utero di Julie nell'utero di Gervaise.

### Cristiani e Mori
Il Piccolo vuole avere notizie circa suo padre ed inizia uno sciopero della fame. Ma nessuno è in grado di rispondere alla sua domanda perché nessuno conosce la sua identità.

## Edizioni
- Daniel Pennac, Ultime notizie dalla famiglia, traduzione di Yasmina Mélaouah, collana Universale Economica Feltrinelli, Feltrinelli, 1996,  p. 136, ISBN 88-07-81408-0.